# Rikkert Zuiderveld
Rikkert Zuiderveld (Groningen, 5 februari 1947) is een Nederlands zanger en schrijver die samen met zijn echtgenote Elly Zuiderveld-Nieman het duo Elly en Rikkert vormt. Samen hebben ze vele albums met kinderliedjes en (vaak op het christelijk geloof georiënteerde) luisterliedjes uitgebracht. Rikkert is tevens auteur van een aantal boeken en gedichten.

## Biografie
Zuiderveld groeide op als kind van onderwijzers en kreeg bijna als vanzelfsprekend de liefde voor muziek en taal mee. Tijdens zijn middelbareschoolperiode hield hij zich bezig met het schrijven van gedichten en liedjes. Als student geschiedenis in Amsterdam leerde hij Jop Pannekoek kennen. Via hem kwam hij in contact met platenmaatschappij Philips, waarvoor hij in 1967 de lp "Achter Glas" opnam. Pannekoek bracht hem ook in contact met Elly Nieman. Al snel waren Elly en Rikkert een paar. Ze trouwden in 1968 en kregen drie kinderen. Vlak nu hun trouwen gingen Elly en Rikkert wonen in het Betuwse Tuil.
In de loop van hun carrière trad het zangduo naar buiten als wedergeboren christenen. Voor de in een socialistisch gezin opgegroeide Zuiderveld betekende dit een volledige bekering.
In 2007 kwam (na 40 jaar duowerk) zijn tweede solo-album "Solo" uit, met teksten over een ochtend in Rome, een zomermiddag in het hooi, een winteravond in Drenthe, een liefdeslied en een bonustrack voor de liefhebbers. In de jaren '10 maakte Zuiderveld wekelijks sonnetten voor de EO-uitzendingen van Dit is de Dag op NPO Radio 1. In 2017 en 2018 verzorgde hij de Oudejaarsconference op Family7.

## Werken

### Singles
| Single met eventuele hitnotering(en) in de Nederlandse Top 40 | Datum van verschijnen | Datum van binnenkomst | Hoogste positie | Aantal weken | Opmerkingen                |
| ------------------------------------------------------------- | --------------------- | --------------------- | --------------- | ------------ | -------------------------- |
| Sorry Heer/Achter Glas                                        | 1967                  |                       | -               |              |                            |
| De bedboot/Vreemde vogels                                     | 1969                  |                       | -               |              | met Elly Zuiderveld-Nieman |
| De kauwgomballenboom/Slaapliedje                              | 02-10-1971            |                       | tip             |              | met Elly Zuiderveld-Nieman |
| De zilveren trein/De Maya-koning                              | 13-01-1971            |                       | tip             |              | met Elly Zuiderveld-Nieman |
| Alles is vrij/Het grote groene duizend-instrumenten-orkest    | 13-01-1973            |                       | tip             |              | met Elly Zuiderveld-Nieman |
| Sta op en wandel/ Kind van de zon                             | 1975                  |                       | tip             |              | met Elly Zuiderveld-Nieman |
| Brief van Alexander/Yuli                                      | 1979                  |                       | -               |              | met Elly Zuiderveld-Nieman |
| Al die jaren/Rozen uit het asfalt                             | 1988                  |                       | -               |              | met Elly Zuiderveld-Nieman |

### Solo-albums
- 1967 Achter glas
- 2007 Solo

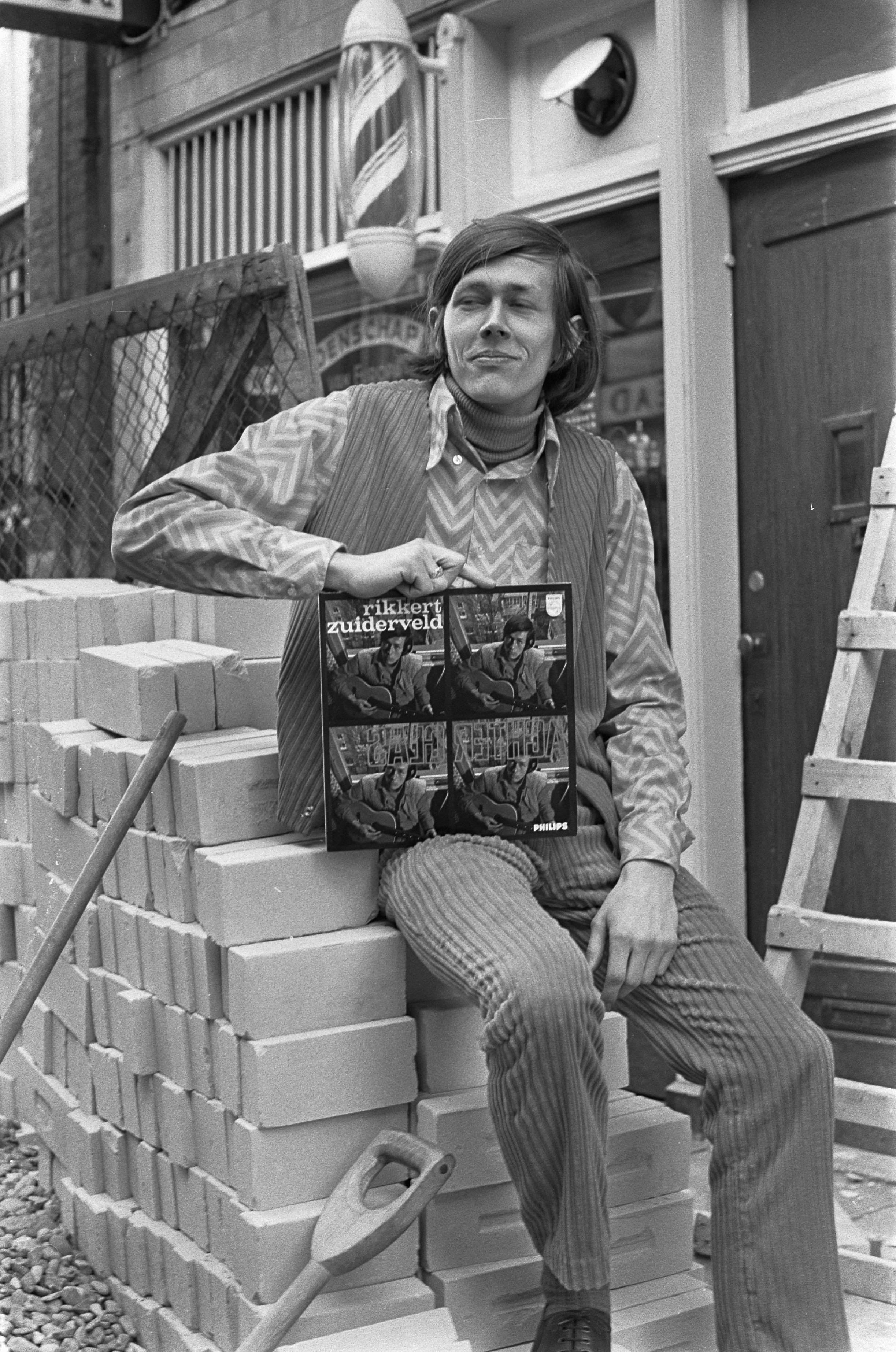
Zuiderveld (1967)

Voor de albums die Zuiderveld samen met zijn vrouw maakte, zie: Elly en Rikkert, discografie.

### Bundels
- De karaokedil (2006)
- ...dat zou ik je nooit geven! (2007)
- Alle beestjes helpen (2009)
- Adam zaait radijzen (2011)
- De Dikke Rikkert (2015)

## Trivia
Zuiderveld is directeur van de Vereniging tot Behoud van de Zandweggetjes.